# Presidente Médici (Maranhão)
Presidente Médici é um município brasileiro do estado do Maranhão. Localiza-se no oeste do estado, na microrregião do Pindaré a uma latitude 02º23'12" sul e a uma longitude 45º49'11" oeste, estando a uma altitude de 0 metros. Sua população estimada em 2004 era de 5.134 habitantes. Possui uma área de 297,354 km².

## História
Fica criado, pela Lei nº 6.133, de 10 de novembro de 1994, o município de Presidente Médici, com sede no povoado Presidente Médici, a ser desmembrado do município de Santa Luzia do Paruá, subordinado à Comarca de Santa Luzia. O município de Presidente Médici limita-se ao norte com o município de Governador Nunes Freire; a leste com Turiaçu; a oeste com Governador Nunes Freire e ao Sul com Santa Luzia do Paruá.
Elevado à categoria de município e distrito com a denominação de Presidente Médici, pela Lei Estadual nº 6133, de 10-11-1994. Desmembrado de Santa Luzia do Paruá. Sede no atual distrito de Presidente Médici (ex-localidade). Constituído do distrito sede. Instalado em 01-01-1997. Em divisão territorial datada de 2001, o município é constituído do distrito sede. Assim permanecendo em divisão territorial datada de 2007.

## Geografia
O município de Presidente Médici possui uma extensão territorial de 437,687 quilômetros quadrados, ocupando a 178 posição entre os 217 municípios maranhenses em termos de área.

### Demografia
Segundo dados do Censo Demográfico de 2022, Presidente Médici contava com 4.696 habitantes, resultando em uma densidade populacional de aproximadamente 10,73 habitante por quilômetro quadrado. No contexto estadual, o município ocupava a 214 posição em número de habitantes e a 168 em densidade demográfica comparando-se com outros municípios do estado do Maranhão. A estimativa populacional para o ano de 2024 era de 4.748 habitantes.

### Educação
Em 2010, a taxa de escolarização de crianças entre 6 e 14 anos em Presidente Médici era de 95,8 %, colocando o município na 152 colocação entre os 217 do estado. Quanto ao Índice de Desenvolvimento da Educação Básica (IDEB) referente ao ano de 2023, os anos iniciais do ensino fundamental na rede pública apresentaram índice de 5,4 enquanto os anos finais atingiram 4,5.
| Taxa de escolarização de 6 a 14 anos de idade [2010]             | 95,8 %         |
| IDEB – Anos iniciais do ensino fundamental (Rede pública) [2023] | 5,4            |
| IDEB – Anos finais do ensino fundamental (Rede pública) [2023]   | 4,5            |
| Matrículas no ensino fundamental [2023]                          | 989 matrículas |
| Matrículas no ensino médio [2023]                                | 287 matrículas |
| Docentes no ensino fundamental [2023]                            | 135 docentes   |
| Docentes no ensino médio [2023]                                  | 17 docentes    |
| Número de estabelecimentos de ensino fundamental [2023]          | 14 escolas     |
| Número de estabelecimentos de ensino médio [2023]                | 5 escolas      |

Fonte: IBGE

## Economia
Em 2021, o Produto Interno Bruto (PIB) per capita de Presidente Médici foi de R$ 8.519,79, valor que colocava o município na 131 posição entre os 217 do estado do Maranhão. Já em 2023, as receitas oriundas de fontes externas representavam 96,79 % do total arrecadado pelo município, o que o posicionava em 19 lugar no ranking estadual.
| PIB per capita [2021]                                                                           | 8.519,79 R$      |
| Índice de Desenvolvimento Humano Municipal (IDHM) [2010]                                        | 0,591            |
| Total de receitas brutas realizadas [2023]                                                      | 37.980.101,77 R$ |
| Transferências correntes (Percentual em relação às receitas correntes brutas realizadas) [2023] | 96,79 %          |
| Total de despesas brutas empenhadas [2023]                                                      | 39.818.381,72 R$ |

Fonte: IBGE
| Salário médio mensal dos trabalhadores formais [2022]                                             | 1,4 salários mínimos |
| Pessoal ocupado [2022]                                                                            | 664 pessoas          |
| População ocupada [2022]                                                                          | 14,14 %              |
| Percentual da população com rendimento nominal mensal per capita de até 1/2 salário mínimo [2010] | 55,5 %               |

Fonte: IBGE